# Pavilion de la Tourelle
Het Pavilion de la Tourelle is een kasteeltje in de Oost-Vlaamse plaats Nazareth, gelegen aan Drapstraat 49.

## Geschiedenis
Het bakstenen kasteeltje werd gebouwd in 1882 in opdracht van de ongetrouwde baronessen Marie (1857-1914), Augusta (1848-1912) en Louise (1846-1910) Kervyn de Volkaersbeke, dochters van de burgemeester van Nazareth Philippe Kervyn de Volkaersbeke (1815-1881). Het was gebouwd in neogotische stijl, had een L-vormige plattegrond en bezat een hoektorentje.
Marie trad in de Orde der Cisterciënzers als moeder Marie-Lutgarde, en in 1912 schonk ze het kasteeltje aan het klooster. In 1922 werd een linkervleugel toegevoegd. In 1931 bouwde men een kapel en een school aan de rechterzijde.